# رغل أقطع
رغل أقطع (الاسم العلمي:Atriplex truncata) هو نوع نباتي يتبع جنس الرغل من فصيلة القطيفية.